# Liste des oiseaux des Seychelles
La liste ci-dessous recense les oiseaux observés aux Seychelles.
Sont mentionnés éventuellement, dans l'ordre :
- le nom français,
- le nom scientifique, avec la sous-espèce éventuellement,
- le(s) nom(s) vernaculaires en créole seychellois, français, anglais,
- le statut de l'espèce :

nicheur,
endémique (niche exclusivement dans ce pays),
migrateur (régulier),
accidentel,
éteint (ne se trouve plus dans ce pays),
introduit.
- entre parenthèses, le cas échéant, la répartition succincte dans l'archipel.

Fin 2007, la liste des oiseaux des Seychelles comprenait 243 espèces, dont :
- 65 espèces nicheuses,
- 7 espèces éteintes (dans l'archipel),
- espèces endémiques,
- 26 migrateurs annuels,
- 145 espèces accidentelles.

Cette liste ne mentionne peut-être pas tous les oiseaux observés accidentellement.

## Liste par famille
- Podicipitidés
  - Podiceps nigricollis - Accidentel
- Procellariidae
  - Bulweria fallax - Accidentel
  - Daption capense - Accidentel
  - Macronectes giganteus - Accidentel
  - Pterodroma neglecta - Accidentel
  - Puffinus carneipes - Accidentel
  - Puffinus lherminieri - riga - Nicheur
  - Puffinus pacificus - créole fouke, fr. fouquet - Nicheur

- Hydrobatidae - créole satanik, fr. satanic
  - Hydrobates pelagicus
  - Oceanites oceanicus - Accidentel
  - Oceanodroma matsudairae - Accidentel
  - Oceanodroma monorhis - Accidentel
  - Pelagodroma marina - Accidentel

- Phaethontidae
  - Phaethon aethereus - Accidentel
  - Phaethon lepturus - créole payanke, fr. paille en queue
  - Phaethon rubricauda - quelec

- Sulidae
  - Sula abbotii - Éteint dans les Seychelles
  - Sula dactylatra - fou général - Nicheur
  - Sula leucogaster - fou capucin - Nicheur
  - Sula sula - fou bête - Nicheur

- Frégatidés
  - Fregata ariel - créole pti fregat, fr. petite frégate - Nicheur (Aldabra)
  - Fregata minor - frégate - Nicheur

- Pelecanidae
  - Pelecanus rufescens - Éteint aux Seychelles.

- Phalacrocoracidae
  - Phalacrocorax africanus - Accidentel

- Ardeidae
  - Ardea alba - Accidentel
  - Ardea cinerea - créole florenten, fr. florentin - Nicheur
  - Ardea intermedia - Accidentel
  - Ardea purpurea - Accidentel
  - Ardeola grayii - Accidentel
  - Ardeola idae - créole gas, fr. gasse - Niche
  - Ardeola ralloides - Accidentel
  - Botaurus stellaris - Accidentel
  - Bubulcus ibis - madame paton - Nicheur
  - Butorides striatus - créole mannik, fr. mannique - Nicheur
  - Egretta dimorpha -  zaigrette - Nicheur
  - Egretta garzetta - Accidentel
  - Ixobrychus cinnamomeus - Accidentel
  - Ixobrychus sinensis - Nicheur
  - Nycticorax nycticorax - Nicheur

- Ciconiidae
  - Ciconia ciconia - Accidentel

- Threskiornithidae
  - Plegadis falcinellus - Accidentel
  - Threskiornis abbotti - ribis - Nicheur
  - Threskiornis aethiopicus - ribis - Accidentel

- Phoenicopteridae
  - Phoenicopterus roseus - flamant - Nicheur

- Anatidés
  - Anas acuta - Accidentel
  - Anas clypeata - Accidentel
  - Anas penelope - Accidentel
  - Anas platyrhynchos - Accidentel
  - Anas querquedula - Migrateur régulier
  - Aythya fuligula - Accidentel
  - Aythya nyroca - Accidentel
  - Dendrocygna viduata - Accidentel
  - Tadorna ferruginea - Accidentel

- Pandionidés
  - Pandion haliaetus - Accidentel

- Accipitridés
  - Circus aeruginosus - Accidentel
  - Circus macrourus - Accidentel
  - Hieraaetus pennatus - Accidentel
  - Milvus aegyptius - Accidentel
  - Milvus migrans - Migrateur
  - Pernis apivorus - Accidentel

- Falconidae
  - Falco araea - katiti - Nicheur endémique
  - Falco cherrug - Accidentel
  - Falco concolor - Accidentel
  - Falco eleonorae - Accidentel
  - Falco naumanni - Accidentel
  - Falco newtoni - katiti - Nicheur
  - Falco peregrinus - Accidentel
  - Falco vespertinus - Accidentel

- Phasianidae
  - Coturnix coturnix - Accidentel
  - Francolinus pondicerianus - perdrix - Nicheur

- Rallidae
  - Aenigmatolimnas marginalis - Accidentel
  - Amaurornis phoenicurus -
  - Crex crex - Accidentel
  - Dryolimnas cuvieri aldabranus - créole tyomityo, fr. chiumicho - Nicheur (sous-espèce endémique)
  - Gallinula chloropus - poule d'eau - Nicheur
  - Porphyrio porphyrio - Éteint aux Seychelles
  - Porphyrula alleni - Accidentel
  - Porzana parva - Accidentel
  - Porzana porzana - Accidentel

- Charadriidae - zalouette
  - Charadrius asiaticus - Migrateur
  - Charadrius dubius - Migrateur
  - Charadrius hiaticula - Migrateur
  - Charadrius leschenaultii - Migrateur
  - Charadrius mongolus - Migrateur
  - Pluvialis fulva - Migrateur
  - Pluvialis squatarola - Migrateur
  - Vanellus gregarius - Accidentel

- Scolopacidae
  - Actitis hypoleucos - Migrateur
  - Arenaria interpres - Migrateur
  - Calidris alba - Migrateur
  - Calidris ferruginea - Migrateur
  - Calidris minuta - Migrateur
  - Calidris tenuirostris - Migrateur
  - Gallinago media - Migrateur
  - Limosa lapponica - Migrateur
  - Numenius arquata - courli - Migrateur
  - Numenius phaeopus - corbijeau - Migrateur
  - Numenius tenuirostris - courli - Migrateur
  - Tringa erythropus - Migrateur
  - Tringa nebularia - Migrateur
  - Tringa totanus - Migrateur
  - Xenus cinereus - Migrateur

- Burhinidae
  - Burhinus oedicnemus - Accidentel
- Dromadidae
  - Dromas ardeola - cavalier - Migrateur régulier

- Glareolidae
  - Glareola maldivarum - Accidentel
  - Glareola nordmanni - Accidentel
  - Glareola ocularis - Accidentel
  - Glareola pratincola - Accidentel

- Haematopodidae
  - Haematopus ostralegus - Accidentel

- Phalaropodidae
  - Phalaropus fulicarius - Migrateur

- Laridae
  - Larus fuscus
  - Anous stolidus - créole makwa, fr. maqua
  - Anous tenuirostris - créole kelek, fr. cordonnier
  - Gelochelidon nilotica
  - Gygis alba - goéland blanc
  - Hydroprogne caspia
  - Sterne bridée (Onychoprion anaethetus) - créole fansen, fr. francin
  - Sterne fuligineuse (Onychoprion fuscatus) - créole golet, fr. goélette
  - Sterna balaenarum - lascar
  - Sterna dougallii - diamant
  - Sterna repressa - Accidentel
  - Sterna sumatrana - diamant
  - Sternula albifrons - diamant
  - Thalasseus bengalensis
  - Thalasseus bergii - goéland sardine
  - Thalasseus sandvicensis - Accidentel

- Stercorariidae
  - Stercorarius maccormicki - poule mauve

- Columbidae
  - Alectroenas pulcherrima - pigeon hollandais
  - Alectroenas sganzini - pigeon hollandais
  - Columba livia - créole pizon domestik - Introduit
  - Geopelia striata - créole tourtrel koko, fr. tourterelle coco
  - Streptopelia picturata - tourterelle

- Psittacidae
  - Agapornis cana - petit cateau vert - Éteint aux Seychelles
  - Coracopsis nigra - créole kato nwar, fr. cateau noir
  - Psittacula wardi (= Psittacula eupatria wardi) - cateau vert - Espèce éteinte

- Strigidae
  - Otus insularis - seychellois syer, français scieur

- Tytonidés
  - Tyto alba - créole ibou, fr. hibou

- Cuculidés
  - Centropus toulou - toulou
  - Cuculus canorus - Migrateur
  - Cuculus poliocephalus - Migrateur

- Apodidae
  - Aerodramus elaphrus - fr. hirondelle - Nicheur
  - Apus apus - Migrateur

- Caprimulgidae
  - Caprimulgus madagascariensis aldabrensis - sommeil - Nicheur (sous-espèce endémique) (Aldabra)

- Alcédinidés

- Coraciidae
  - Coracias garrulus - Migrateur dans le sud.
  - Eurystomus glaucurus - katiti Madagascar - Migrateur

- Meropidae
  - Merops superciliosus - Accidentel

- Monarchidés
  - Terpsiphone corvina - créole vev, fr. veuve - Nicheur endémique (La Digue)

- Hirundinidae
  - Hirundo rustica - Migrateur
  - Phedina borbonica - Accidentel
  - Riparia riparia - Accidentel

- Nectariniidae
  - Cinnyris dussumieri - colibri - Nicheur endémique
  - Cinnyris sovimanga - colibri - Nicheur[1]. 
    - Cinnyris sovimanga abbotti - Sous-espèce (= Cinnyris abbotti abbotti) endémique d'Assomption.
    - Cinnyris sovimanga aldabrensis - Sous-espèce endémique (Aldabra)
    - Cinnyris sovimanga buchenorum - Sous-espèce (= Cinnyris abbotti buchenorum) endémique de Cosmoledo et Astove.
    - Cinnyris sovimanga sovimanga - Glorieuses (et Madagascar)

- Zosteropidae
  - Zosterops maderaspatanus - créole zwazo linet, fr. oiseau lunette
  - Zosterops semiflava (= Zosterops mayottensis semiflava) - Espèce endémique, éteinte.
  - Zostérops modestus - oiseau banane

- Muscicapidae
  - Copsychus sechellarum - créole pisantez, fr. pie chanteuse - Nicheur endémique (Frégate)
  - Monticola saxatilis - Accidentel
  - Muscicapa striata - Migrateur
  - Oenanthe oenanthe - Migrateur

- Cisticolidae
  - Cisticola cherina - Nicheur (Cosmoledo, Astove)

- Sylviidae
  - Acrocephalus sechellensis (= Bebrornis sechellensis) - créole timerl dezil, fr. petit merle des îles - Nicheur endémique (Cousin)
  - Nesillas aldabranus - Nicheur endémique (Aldabra) ; espèce éteinte.
  - Phylloscopus sibilatrix - Accidentel
  - Phylloscopus trochilus - Accidentel
  - Sylvia atricapilla - Accidentel

- Laniidae
  - Lanius minor - Accidentel

- Pycnonotidae
  - Hypsipetes crassirostris - merle - Nicheur endémique (îles granitiques).
  - Hypsipetes madagascariensis rostratus - merle - Nicheur (Aldabra)

- Sturnidés
  - Acridotheres tristis - martin - Nicheur introduit

- Dicruridae
  - Dicrurus aldabranus - créole moulanba, fr.moulin ban - Nicheur endémique (Aldabra)

- Oriolidae
  - Oriolus oriolus - Accidentel

- Corvidae
  - Corvus albus - corbeau - Nicheur (Aldabra, Astove)

- Fringillidae
  - Serinus mozambicus - serin

- Estrildidae
  - Estrilda astrild - bengali

- Motacillidae
  - Anthus trivialis - Accidentel
  - Macronyx croceus - Accidentel (Amirantes)
  - Motacilla flava - Accidentel

- Passeridae
  - Passer domesticus - créole mwano, fr. moineau

- Ploceidae
  - Foudia eminentissima aldabrana - cardinal (mâle), serin (femelle).
  - Foudia madagascariensis - cardinal
  - Foudia sechellarum - créole seychellois toktok, fr. toq toq